# Saint-Jean-d’Arvey
Saint-Jean-d’Arvey település Franciaországban, Savoie megyében. Lakosainak száma 1704 fő (2022. január 1.). Saint-Jean-d’Arvey Barby, Curienne, Les Déserts, Puygros, Saint-Alban-Leysse, Thoiry és Verel-Pragondran községekkel határos.

## Népesség
A település népessége az elmúlt években az alábbi módon változott:
| Lakosok száma | 1628 | 1695 | 1740 | 1697 | 1712 | 1726 | 1724 | 1716 | 1704 |
|               | 2013 | 2015 | 2016 | 2017 | 2018 | 2019 | 2020 | 2021 | 2022 |